# 匍茎点地梅
匍茎点地梅（学名：Androsace sarmentosa），为报春花科点地梅属下的一个植物种。